# Аквила
Аквила (лат. aquila, орао) била је главна ознака, односно симбол поједине римске легије. Дужност да је носи и да се за њу брине је била поверена посебно одабраном легионару који је носио титулу аквилифер („орлоноша“). Свака је легија смела носити само једну аквилу и њени припадници су морали чинити све да спрече њен губитак, односно пад у непријатељске руке.
Аквила се развила од симбола које су, у сврху сигнализације на бојишту, користиле мање римске јединице као што су манипуле. У доба Републике су такве симболе преузеле и легије, а осим орла су се као симболи користили вук, Минотаур, коњ и вепар. Године 104. п. н. е. Гај Марије је у својим реформама укинуо све симболе осим орлова.
Орао се као симбол у римској војсци одржао све до цара Константина који је, прихвативши хришћанство, као симбол својих легија почео користити крст. Аквиле су се, међутим, одржале и након тога, а у византијској војсци су се користили симболи двоглавог орла.
Губитак аквиле је представљао велику срамоту за римску војску. Аквиле су изгубљене у биткама код Каре и Теутобуршкој шуми.